# Conostylis robusta
Conostylis robusta är en enhjärtbladig växtart som beskrevs av Friedrich Ludwig Diels och Ernst Georg Pritzel. Conostylis robusta ingår i släktet Conostylis och familjen Haemodoraceae. Inga underarter finns listade.